# 44613 Rudolf
44613 Rudolf è un asteroide della fascia principale. Scoperto nel 1999, presenta un'orbita caratterizzata da un semiasse maggiore pari a 2,4207994 UA e da un'eccentricità di 0,0232418, inclinata di 7,80159° rispetto all'eclittica.